# Parti franciste
Pour les articles homonymes, voir Francisme.

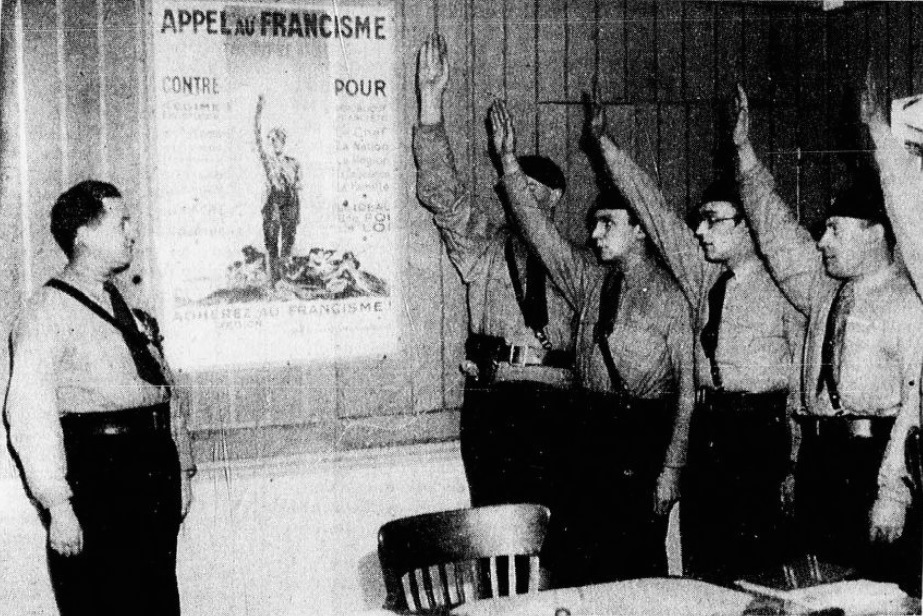
Marcel Bucard et des francistes en 1934.

Le Francisme, ou Parti franciste ou Mouvement franciste (1933-1944), était un parti politique fasciste dirigé par Marcel Bucard. Sous l'occupation nazie, le Francisme sera l'un des principaux partis collaborationnistes, derrière le Parti populaire français (PPF) de Jacques Doriot et le Rassemblement national populaire (RNP) de Marcel Déat.

## Le Francisme, ligue fasciste (1933-1936)

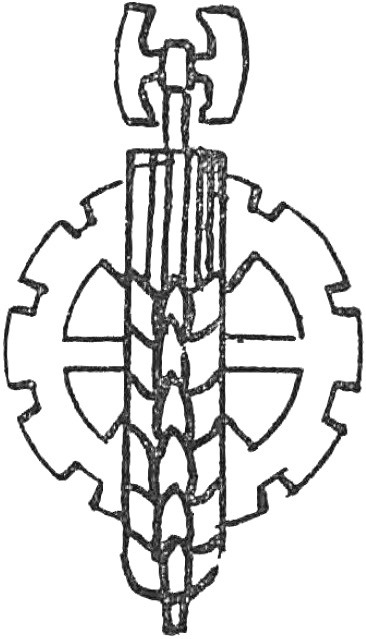
L'emblème du Francisme réinterprète le fascio mussolinien en lui ajoutant l'épi de blé, la roue dentée (symboles de l'agriculture et de l'industrie) ainsi que la francisque.

### La création: une scission de la Milice socialiste nationale (1933)
Le Francisme est créé en août-septembre 1933 par Marcel Bucard (1895-1946), ancien séminariste et héros de guerre, qui était déjà passé par un bon nombre de mouvements nationalistes et fascistes (Action française, Faisceau, Solidarité française, Croix de feu, puis la Milice socialiste nationale) et le journal La Victoire du chantre du « socialisme national », Gustave Hervé. C'est d'ailleurs dans La Victoire de Gustave Hervé que le 20 août 1933, Marcel Bucard annonce la future naissance du Parti franciste.[réf. nécessaire]
La création officielle a lieu le 29 septembre 1933, à 23 heures, lors d'une cérémonie organisée à l'Arc-de-Triomphe de Paris. Marcel Bucard déclare alors vouloir : « (…) fonder un mouvement d'action révolutionnaire dont le but est de conquérir le pouvoir » et d'« arrêter la course à l'abîme ».

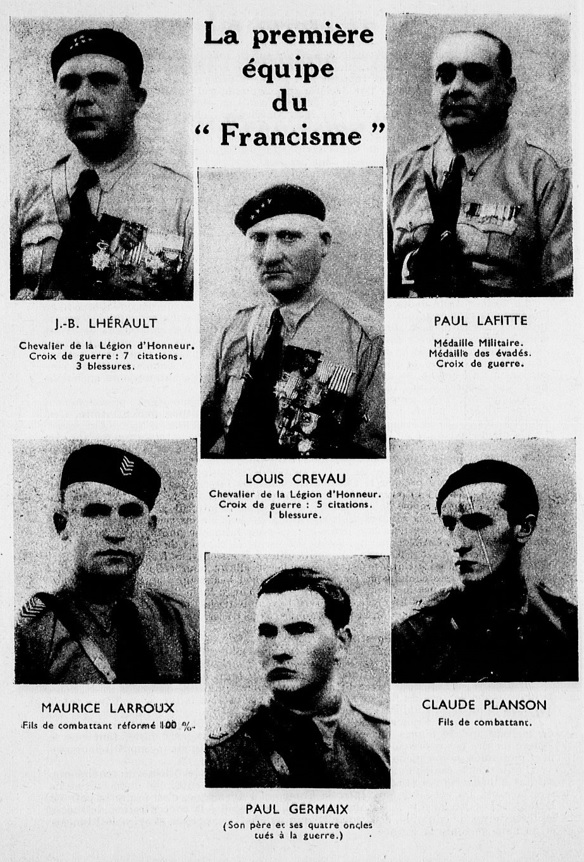
Membres cofondateurs du Francisme, portraits publiés dans Le francisme : paix, justice, ordre par Marcel Bucard (brochure de propagande de 1934).

Le francisme est créé par scission de l’équipe de Gustave Hervé. Les premiers dirigeants du Francisme sont, en septembre 1933 : Marcel Bucard, Jean-Baptiste Lhérault (venu de l’équipe de Gustave Hervé), Paul Lafitte (venu de l’équipe de Gustave Hervé), Louis Crevau (Les Petites affiches), Paul Germaix, Robert Sussfeld, Claude Planson, André Truchard, Maurice Larroux, Gaillout et quelques autres, mais aussi Léon Husson, ancien chef de cabinet du ministre modéré André Maginot.
Le francisme se veut tout de suite membre français d’une internationale fasciste. « Notre Francisme est à la France ce que le Fascisme est à l’Italie » écrit Bucard.

### Développements (1934-1936)

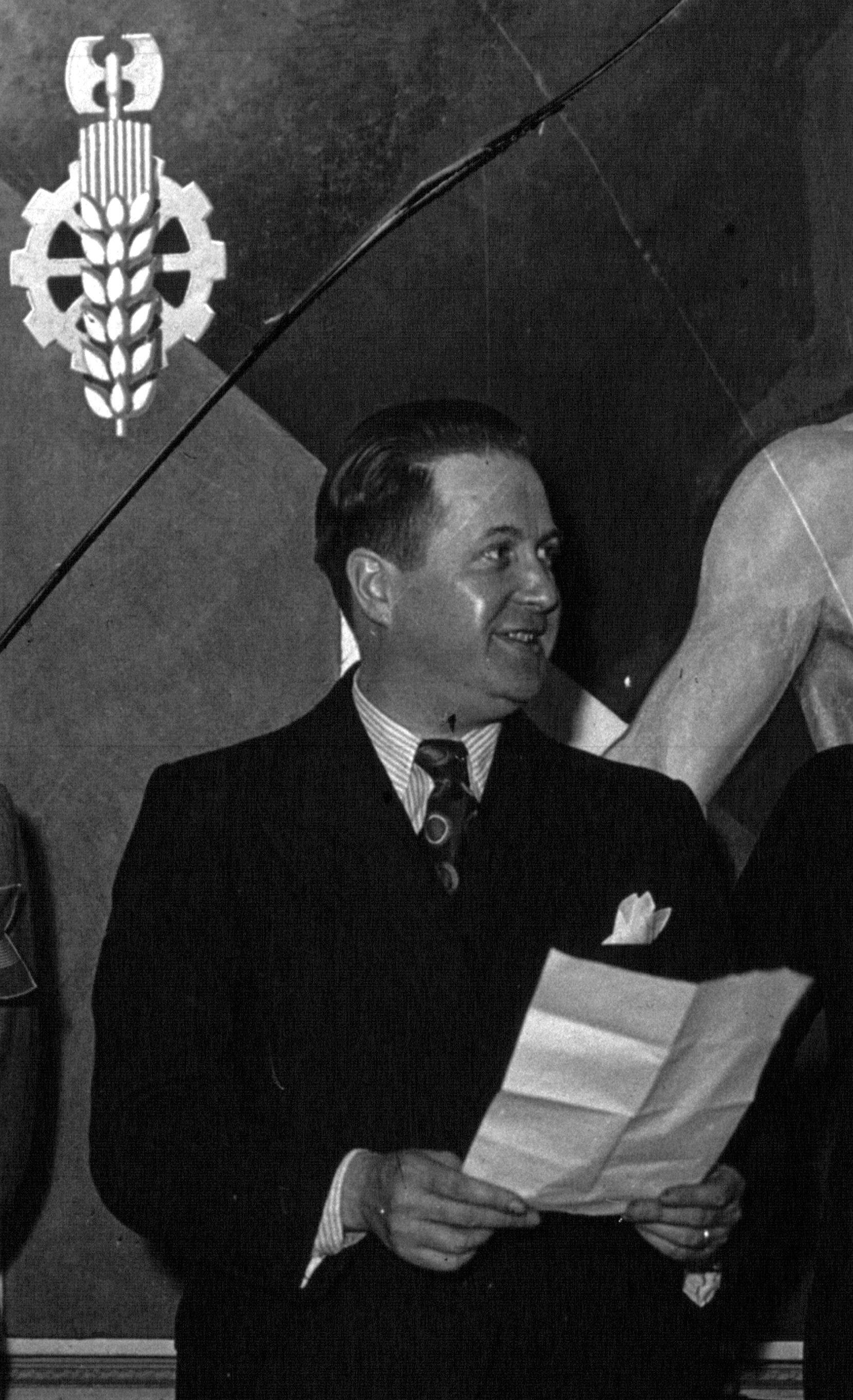
Marcel Bucard devant l'emblème franciste (1936).

En 1934-1935, le Francisme est rallié par des hommes d'origines politiques diverses de droite comme de gauche, notamment plusieurs responsables départementaux et de rayons du parti communiste (tels Tavernier et ses camarades en Champagne). Pour obtenir ces ralliements, le Francisme soutient certaines grèves (telle celle du textile à Roanne en novembre 1934). En 1935, il est rejoint par Jean Pérault (ancien secrétaire général de la Fédération des Jeunesses communistes au VIIe Congrès de la JC et ancien membre du comité central du PC). En 1935, le Parti populaire socialiste national (PPSN) d’André Chaumet rejoint le Francisme.
Si l'historien Eugen Weber affirme que le Francisme « avait puisé dans la gauche et ses éléments et son esprit », il n’en reste pas moins que, 
Les francistes, que l'on nomme aussi les « Chemises bleues », portent l’uniforme et saluent à la romaine, comme la Solidarité française. Le francisme est doté d'un service d’ordre secret, La Main Bleue (dès 1933).
Malgré les ralliements et le soutien financier de l’Italie fasciste en 1934-1936, le Francisme ne décollera pas : les historiens ne lui accordent que 5 500 membres en 1934, tandis que le journal du parti, Le Franciste, ne tire qu’à 15 000 exemplaires en 1935.
Dans le cadre de la loi du 10 janvier 1936 sur les groupes de combat et milices privées destinée à « prendre des mesures exceptionnelles de défense républicaine en raison de la prolifération des ligues et de l'agitation qu'elles entretenaient dans la rue », le Francisme est dissous par le décret du 18 juin 1936, en même temps que d'autres ligues d'extrême droite.

### La continuation après la dissolution (1936-1939)
Cependant, de 1936 à 1939, le Francisme se poursuit sous deux appellations : l’Association des Amis du Francisme (1936-1937), puis le Parti unitaire français d’action socialiste et nationale (Pufasn) à partir de 1938.
Ce parti est organisé sur un modèle paramilitaire fasciste, fascisme dont il était par ailleurs le seul mouvement politique français d'avant-guerre à se réclamer officiellement. Il devait regrouper des militants activistes, peu nombreux mais très motivés et prêts à participer à des coups de main contre le régime. Au total, ce parti ne dut guère rassembler plus de 8 000 adhérents avant 1939, pour atteindre un total de 12 000 à 13 000 après 1940.

## Le Francisme, parti collaborationniste (1940-1944)
Durant l'Occupation, le Parti franciste est l'un des principaux partis collaborationnistes derrière le Parti populaire français (PPF) de Jacques Doriot et le Rassemblement national populaire (RNP) de Marcel Déat.

Drapeau du régime de Vichy, dirigé par le Maréchal Philippe Pétain.

Le 5 mai 1941, Marcel Bucard et Paul Guiraud (agrégé de philosophie, fils de Jean Guiraud, rédacteur en chef de La Croix) relancent le Francisme. Paul Guiraud tente de donner au Francisme une allure plus « socialiste ». De même, Bucard défend sous l’occupation la CGT (dissoute) et critique la Charte du travail élaborée par le régime de Vichy, jugée pas assez sociale (Lambert et Le Marec). Rien n’y fait cependant et, de nouveau, le Francisme conservera son image ultra-conservatrice.
Comme les autres mouvements de la collaboration, le Francisme est finalement un échec. À son apogée (été 1943), il compte 5 500 membres - 4 000 en province et 1 500 en région parisienne selon Lambert-Le Marec - ou vers 8 000 membres selon une autre source[précision nécessaire]. Pendant la guerre, le journal Le Franciste atteint un tirage maximum de 20 000 exemplaires, ce qui donne une idée de son audience maximale.

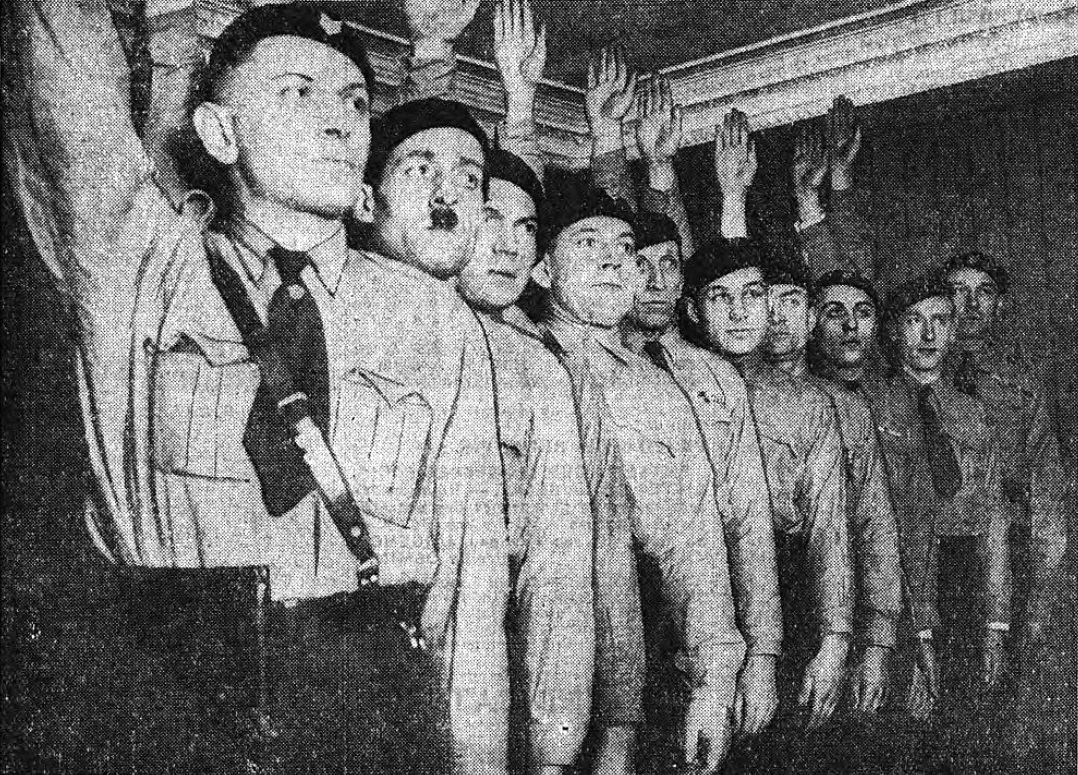
Jeunes francistes parisiens, vers 1935.

Sur le plan qualitatif, le Francisme est également un échec : « Le mouvement ne réussira pas à s’imposer. Le recrutement se fait de plus en plus au-delà de la très petite bourgeoisie qui l’emportait jusqu’alors, dans les milieux marginaux, chômeurs déclassés, travailleurs immigrés. »
En 1943, le Francisme participe à l’éphémère Front révolutionnaire national, dominé par le RNP. Comme les autres partis collaborateurs, le Francisme s’implique fortement dans la collaboration militaire avec l’Allemagne (création des Équipes spéciales pour lutter contre la Résistance), même s’il voit la Milice de Vichy, concurrente, d’un mauvais œil. Nombreux furent ses membres qui participèrent à des opérations de police et de répression antisémite et anticommuniste. Particulièrement bien implantées dans les départements de Seine-et-Oise, du Morbihan et du Nord, ses sections locales furent impliquées dans de nombreux incidents d'une rare violence.
Le 4 juillet 1944, un policier est tué et un autre blessé par les gardes du corps de Bucard lors d’une altercation. Le chef du Parti franciste est alors emprisonné à la prison de la Santé et manque d’être fusillé. Libéré le 29 juillet, il a juste le temps, devant l’avancée des Alliés, de fuir en Allemagne le 12 août avec les autres Francistes.
Alors que Guiraud est gracié, Bucard est finalement arrêté, jugé, condamné à mort le 21 février 1946, et fusillé le 19 mars suivant au fort de Châtillon, près de Paris. Face au poteau, il refuse le bandeau et une fois attaché, il s’écrie « Qui vive ? France ! » avant que la salve ne retentisse. On refuse à sa famille que son corps soit déposé dans le caveau familial et Marcel Bucard est enterré au cimetière parisien de Thiais, dans l’actuel département du Val-de-Marne.

## Principaux membres et effectifs du Francisme

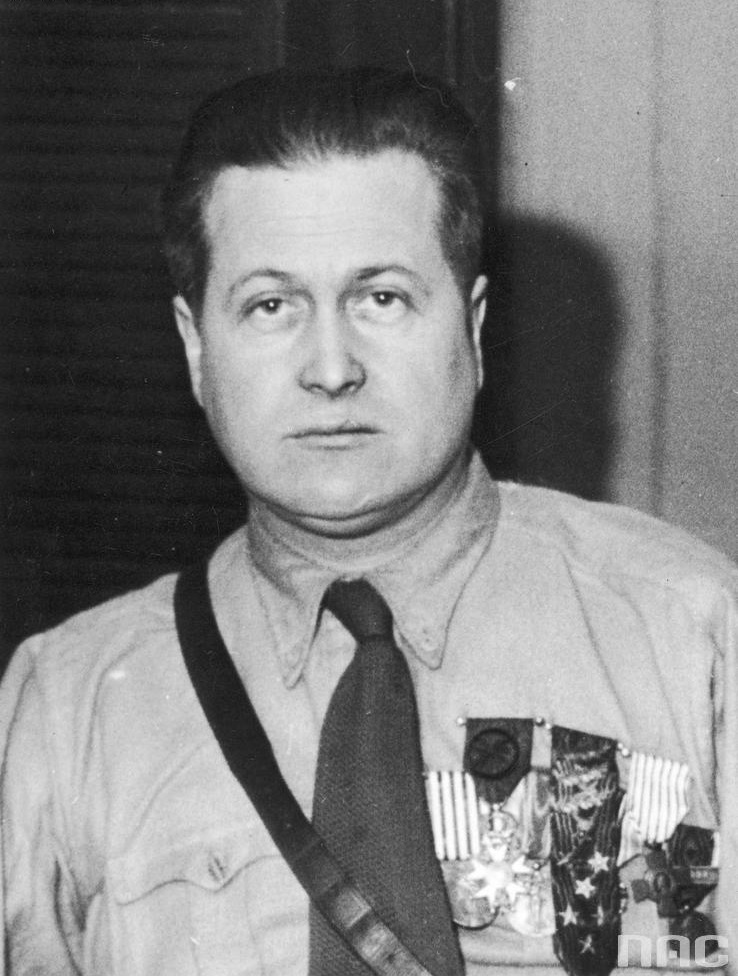
Marcel Bucard, 1936.

D'après Lambert et Le Marec, les principaux dirigeants du Francisme sous l’Occupation sont, outre Marcel Bucard, chef du parti : 
- Paul Guiraud (agrégé de philosophie), no 2 du parti et responsable de l'action politique ;
- Organisation : F. Blanchard ;
- Propagande : Maurice Maurer (publicitaire, cofondateur du Parti français national-collectiviste en 1934, puis passe au Francisme sous l’Occupation) ;
- Action sociale : Godefroy Dupont ;
- Service d'ordre : docteur André Rainsart (ancien chef d'un minuscule Parti socialiste national indépendant dans les années 1930) ;
- Jeunesse : Claude Planson (cofondateur du Francisme en 1933) puis Robert Poïmiroo (à partir d’octobre 1943), la Jeunesse franciste se renforçant en juin 1942 d’un bon nombre de cadres de Jeunesse de France et d'Outre-mer qui venaient d'ailleurs du Francisme.

### Adhérents par département
Le Francisme compte un nombre hétérogène d'adhérents selon le département. Les effectifs les plus importants se situent dans le Lyonnais (200 adhérents) et dans les Bouches-du Rhône (150). 
Sont aussi connus les effectifs en adhérents du parti dans les départements suivants :
- 70 dans les Alpes-maritimes ;
- 55 dans le Var (dont 42 à Toulon), 55 dans la Loire (45 à St-Étienne et 10 à Roanne) et 46 dans le Jura ;

- 30 dans les Landes (à Mont-de-Marsan) ainsi que dans les Vosges ;
- 23 dans le Doubs, 19 en Côte-d'or (dont 15 à Dijon), 18 dans l'Hérault (14 à Montpellier, 4 à Béziers).

## Le Francisme et l'antisémitisme

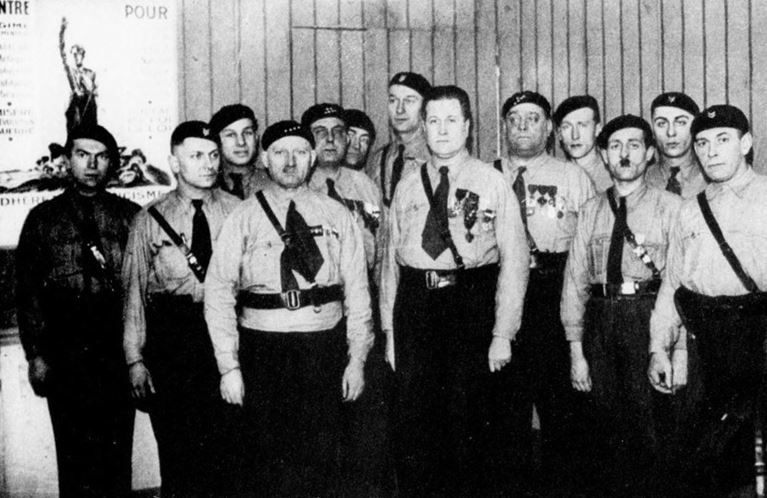
Equipe dirigeante du Francisme en 1934.

Le Francisme de Marcel Bucard inspiré de l’exemple mussolinien n’a originellement rien d’antisémite. Marcel Bucard attaqua même l’antijuif Henry Coston qui utilise le nom franciste car « quelques misérables individus, faisant profession d’antisémitisme, de sectarisme, de haine, essaient en se couvrant du nom de francistes, de créer la confusion dans l’opinion publique »,. Ses articles vantent l’amitié des tranchées et la tolérance entre Français de toutes confessions. Il veut se distancier de « la petite secte, fondée récemment par un pauvre détraqué qui essaie de créer une confusion intéressée, en s’emparant de la même dénomination »,.
Bucard défend alors la thèse des deux Internationales qui déchirent la France : celle des socialo-communistes et celle des ploutocrates. Il écrit à la Ligue internationale contre l'antisémitisme (LICA) pour affirmer qu'il n'est ni anticlérical, ni antisémite, « ce qui est imbécile et odieux ».

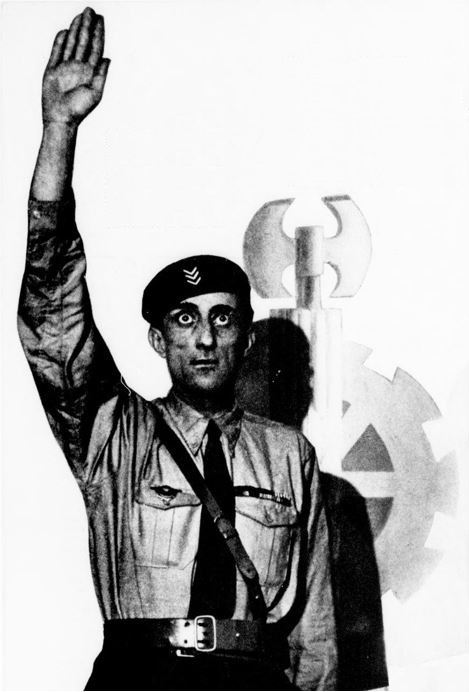
Un militant franciste en 1934.

Au congrès fasciste international de Montreux, il fait adopter des motions mitigées sur la « question juive » : le congrès se refuse « à une campagne de haine contre les Juifs » mais « s’engage à combattre certains groupes juifs », lesquels « se sont installés comme en pays conquis, constituant une sorte d’État dans l’État, profitant de tous les bienfaits, se refusant à tous les devoirs ». Accusé d’être un antisémite camouflé par la LICA, il proteste en mars 1935 dans L’Univers israélite en distinguant les « Juifs patriotes qui remplissent leurs devoirs et les métèques, sans patrie qui n’ont qu'un but : exploiter ».
Marcel Bucard bascule dans l'antisémitisme après son arrestation fin 1935 puis la victoire du Front populaire, qui fait interdire son mouvement. Il attribue alors aux Juifs « une fonction de désagrégation sociale » et « un goût presque inné de la dépravation ». Cet antisémitisme radical jouera un rôle important dans la propagande du parti franciste sous l'Occupation.

#### Monographies
- Jean-Marc Berlière, « Francisme. Corps francs, Légion et Milice francistes, Main bleue… », dans Polices des temps noirs : France, 1939-1945, Paris, Perrin, 2018, 1357 p. (ISBN 978-2-262-03561-7, DOI 10.3917/perri.berli.2018.01.0373 ), p. 373-385.
- Alain Déniel, Bucard et le Francisme, Paris, Éditions Jean Picollec, 1979.
- Arnaud Jacomet, Marcel Bucard et le mouvement franciste (1933-1940), maîtrise d'histoire, Université de Paris X Nanterre, 1970 (dir. René Rémond).
- Arnaud Jacomet, « Les chefs du Francisme: Marcel Bucard et Paul Guiraud », Revue d'histoire de la Deuxième Guerre mondiale, no 97, 1975.
- Antoine Limare, « Entre nationalisme, fascisme et ambition politique. L'itinéraire du Franciste André Rainsart », 20 & 21. Revue d'histoire, no 155, 2022, p. 3-21.
- Antoine Limare, « Bucard ou Rainsart ? La crise du parti Franciste au printemps 1944 », Les Amis de l'Hémicycle, no 112, 2023, p. 4-25.
- Antoine Limare, « De collaborateur français à espion allemand. Les brigades bleues de l'école d'espionnage franciste d'Hubacker  », Guerres mondiales et conflits contemporains, n° 295, 2024, pp. 105-124

#### Ouvrages généraux
- Pierre Philippe Lambert et Gérard Le Marec, Partis et mouvements de la collaboration - Paris 1940-1944, Paris, Jacques Grancher, 1993, 257 p. (ISBN 2-7339-0420-5, présentation en ligne)
- Pascal Ory, Les Collaborateurs, 1940-1945, Paris, Éditions du Seuil (sauf éd 1978), coll. « Points. Histoire » (no 43), 1980 (réimpr. 1978 (Bagneux, Ed Le Livre de Paris)) (1re éd. 1977), VI-331 p. (ISBN 2-02-005427-2, présentation en ligne).
- Robert Soucy, Fascismes français ? 1933-1939 - Mouvements antidémocratiques, Autrement, 2004, 430 p. (ISBN 2-7467-0452-8, présentation en ligne)